# Циллер, Герхарт
Пауль Герхарт (Герт) Циллер (нем. Paul Gerhart (Gert) Ziller; 19 апреля 1912, Дрезден — 14 декабря 1957, Восточный Берлин) — немецкий антифашист, министр машиностроения ГДР.

## Биография
Сын рабочего, Циллер по окончании народной школы учился на электромонтёра и чертёжника и учился на вечернем отделении на электроинженера. В 1927 году Циллер вступил в Коммунистический союз молодёжи Германии и в 1930 году — в Коммунистическую партию Германии. В 1930—1933 годах работал редактором газеты КПГ «Голос рабочих» (Arbeiterstimme). После 1933 года работал чертёжником и инженером в машиностроении. За нелегальную деятельность, в том числе в группе Антона Зефкова, неоднократно арестовывался, в 1944—1945 годах содержался в заключении в концентрационном лагере Заксенхаузен и в Лейпцигской тюрьме.
В 1945 году участвовал в работе основанного непосредственно после войны антифашистского комитета в Мейсене, занимал должность народного комиссара по культуре. В 1945—1946 годах в должности министерского советника руководил отделом угля, топлива и энергетики в земельном управлении, до 1948 года в должности министериальдиригента возглавлял главный отдел топливной энергетики в министерстве экономики, до 1949 года являлся заместителем министра, а с апреля 1949 года — министром промышленности и транспорта Саксонии.
С ноября 1950 по февраль 1953 года Циллер занимал должность министра машиностроения ГДР, с февраля 1953 по январь 1954 года — министра тяжёлого машиностроения ГДР. С июля 1953 года являлся членом и секретарём по экономической политике ЦК СЕПГ, с августа 1953 года состоял депутатом Народной палаты ГДР. Разногласия по вопросам экономической политики с Вальтером Ульбрихтом привели его к планам организации путча. Когда об этом стало известно, покончил с собой. Похоронен в Мемориале социалистов на Центральном кладбище Фридрихсфельде. В феврале 1958 года Циллера обвинили в участии в антипартийной группе Ширдевана-Волльвебера.